# مانفريد مولر (كاهن كاثوليكي)
مانفريد مولر (بالألمانية: Manfred Müller)‏ هو كاهن كاثوليكي ألماني، ولد في 15 نوفمبر 1926 في آوغسبورغ في ألمانيا، وتوفي في 20 مايو 2015 في مالرسدورف - بفافنبيرغ في ألمانيا.

## روابط خارجية
- مانفريد مولر على موقع مونزينجر (الألمانية)